# Tobă

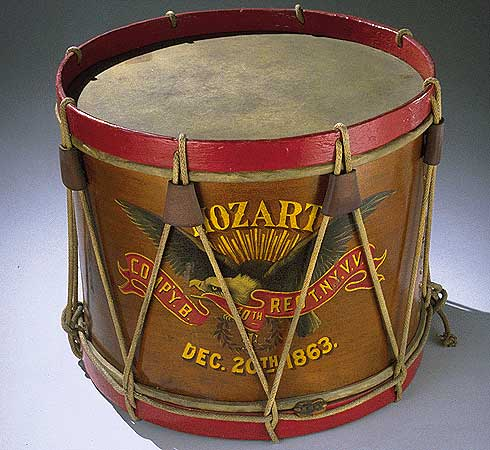
O tobă

Toba este un instrument muzical membranofon (prevăzut cu una sau mai multe membrane) din grupul instrumentelor de percuție. 

## Tipuri
Varietățile de tobe sunt deosebit de bogate, la ora actuală fiind de mare răspândire în cultura occidentală percuțiile manuale africane (bongo, conga), tobele asiatice ș.a. Organologia populară (a instrumentelor „folclorice”) atestă un număr foarte mare de tobe pentru fiecare cultură. Se crede că tobele sunt dintre primele tipuri de instrumente muzicale construite de oameni (evoluate din idiofone).
Între tobele păstrate prin tradiția muzicii culte vestice se numără: toba mare, toba mică, tom-tom-urile, timpanele (dintre care ultimele amintite sunt instrumente acordabile).
Alăturate unor cinele (talgere) și altor percuții, tobele formează setul de percuții al unei orchestre (acționate, de regulă, de mai mulți instrumentiști numiți percuționiști) sau un set de tobe, cunoscut ca baterie (acționat de un singur instrumentist, numit baterist)...